# Олмстед, Рой
Рой Олмстед (англ. Roy Olmstead, 18 сентября 1886 — 30 апреля 1966) — один из самых успешных и самых известных бутлегеров в Тихоокеанском Северо-Западном регионе во время действия американского Сухого закона. Бывший лейтенант полицейского управления Сиэтла, он начал заниматься контрабандой на полставки, ещё находясь на государственной службе. После ареста за это преступление он потерял работу в правоохранительных органах и занялся незаконным импортом и распространением алкоголя из Канады в качестве полноценного и высокодоходного занятия. Прослушивание его телефонных разговоров предоставило достаточные доказательства для его ареста и судебного преследования, несмотря на поступившую в Верховный суд апелляцию относительно законности прослушивания.

## Биография

### Ранние годы
Родился в 1886 году в семье фермеров Джона и Сары Олмстед в Бивер-Сити, штат Небраска, Рой переехал в Сиэтл, штат Вашингтон, в 1904 году. Работая на верфи Moran Brothers Co. до прихода в полицейское управление Сиэтла 16 мая 1907 года, он быстро поднялся по служебной лестнице и 5 апреля 1910 года получил звание сержанта; его братья Фрэнк и Ральф также служили в органах Сиэтла. Начальник полиции Сиэтла Джо Уоррен (1858—1934) был настолько впечатлён интеллектом и профессионализмом сержанта Олмстеда, что назначил его исполняющим обязанности лейтенанта в 1917 году, а с 22 января 1919 года продвижение по службе стало постоянным.

### Бутлегерские операции
Когда в 1916 году штат Вашингтон запретил производство и продажу алкоголя, полиция начала рейдерские операции. Олмстед, отметив потенциальную прибыль, начал свою бутлегерскую деятельность, ещё будучи полицейским. 22 марта 1920 года Олмстед был опознан, объезжая контрольно-пропускной пункт, установленный агентами Бюро сухого закона при совершении набега на операцию по продаже рома. Он был уволен из органов и был оштрафован в размере 500 долларов, но теперь мог полностью посвятить себя контрабандным операциям.
Он вёл свою нелегальную деятельность как бизнес и вскоре стал одним из крупнейших работодателей в Пьюджет-Саунд. Известный на Западном побережье как «Хороший бутлегер», Олмстед не использовал практику разбавления своей контрабанды токсичными химическими веществами промышленного класса для увеличения своей прибыли, продавая только алкогольные напитки, импортированные из Канады. Для большинства других бутлегеров контрабанда алкоголя была лишь одним из аспектов их преступной организации, и многие из них использовали также проституцию, азартные игры, торговлю оружием и наркотиками. Олмстед не участвовал в этой деятельности, и в результате многие не считали его «настоящим преступником». Несмотря на риски, связанные с торговлей ромом, Олмстед не разрешал своим сотрудникам носить огнестрельное оружие, говоря своим людям, что он скорее потеряет партию спиртных напитков, чем человеческую жизнь.
В августе 1924 года, после развода с первой женой Калисте Виолой Коттл, Олмстед женился на Элизе Кэролайн Парше (также известной как Кэмпбелл), лондонке, которая работала в британской разведке во время Первой мировой войны.

### Радио KFQX
В начале октября 1924 года Рой и Элиза Олмстед запустили радиостанцию KFQX с помощью изобретателя Эла Хаббарда. Студии были построены в Смит-Тауэр, но использовались редко. По большей части станцией руководила Элиза. У радиостанции был разнообразный формат, что было типично для того времени. Самой популярной была программа «Тётя Вивиан», где миссис Олмстед в роли «тёти Вивиан» читала детям сказки на ночь, начиная с 7:15 вечера. Это привело к появлению популярной легенды о том, что Элиза вставляла закодированные послания в свои истории как сигнал для сети бутлегерства своего мужа. 17 ноября 1924 года Элиза, как обычно, вела трансляцию из своего дома, когда правительственные агенты совершили налёт на дом и отключили эфир.
После рейда станция была сдана в аренду Бирту Фишеру, который изменил позывные на KTCL. После окончания эпопеи со спиртными напитками Олмстед продал станцию Винсенту Крафту, который изменил позывной на KXA и переместил частоту с 570 на 770.

### Олмстед против Соединённых Штатов
В основном на основании доказательств, полученных в результате прослушивания телефонных разговоров полицией, Олмстед был арестован и предан суду за сговор с целью нарушения Закона о национальном запрете. Федеральное большое жюри вынесло обвинительный акт с двумя пунктами обвинения против Роя Олмстеда и 89 других подсудимых 19 января 1925 года, а судебный процесс завершился 20 февраля 1926 года, когда был осуждён 21 обвиняемый, включая Роя Олмстеда и его адвоката Джерри Финча. Олмстед был приговорён к четырём годам принудительных работ и штрафу в размере 8000 долларов; Финч приговорён к двум годам заключения и штрафу в размере 500 долларов. Приговоры других подсудимых варьировались от 15 месяцев до трёх лет с наложением штрафа; обвиняемые, которые сотрудничали и давали показания в пользу правительства, получили один год лишения свободы. Олмстед обжаловал свое дело, утверждая, что компрометирующие доказательства прослушивания телефонных разговоров, которые были получены без ордера, представляют собой нарушение его конституционных прав на неприкосновенность частной жизни и против самообвинения. Однако в феврале 1928 года Верховный суд оставил в силе приговор по историческому делу Олмстед против Соединённых Штатов.

### Тюрьма и последующие годы
Олмстед провел свой четырёхлетний тюремный срок в исправительном институте острова Макнил и был освобождён 12 мая 1931 года, газета Seattle Post-Intelligencer сообщала: «У него был обычный выход за хорошее поведение, но помимо этого, он отбыл свой полный срок плюс тридцать дней за наложенный на него штраф в размере 8000 долларов». Он вернулся в Сиэтл, чтобы быть со своей женой и дочерью, где работал продавцом инсектицидов и фумигантов. 25 декабря 1935 года президент Франклин Д. Рузвельт полностью помиловал его. Помимо восстановления его конституционных прав, в рамках помилования было перечислено 100 000 долларов, которые, по утверждению IRS, он задолжал в виде неуплаченных налогов на спиртные напитки.
Находясь в тюрьме, Олмстед стал исповедником христианской науки и плотником, позже работая с заключёнными в районе Пьюджет-Саунд по борьбе с алкоголизмом. Он был энергичным и активным членом общества в оставшиеся годы, преподавал в воскресной школе и навещал заключённых в тюрьме округа Кинг каждое утро понедельника. Олмстед и его жена расстались в 1940 году, сославшись на личные и религиозные разногласия; развод состоялся в 1943 году. Рой Олмстед умер 30 апреля 1966 года в возрасте 79 лет.